# Großsteingrab Vandværksvej
Das Großsteingrab Vandværksvej ist eine megalithische Grabanlage der jungsteinzeitlichen Nordgruppe der Trichterbecherkultur im Kirchspiel Værløse in der dänischen Kommune Furesø.

## Lage
Das Grab liegt südlich von Værløse im Waldgebiet Lille Hareskov. Nur 120 m nordnordöstlich liegt das Großsteingrab Lille Hareskov/Afd. 126. In der näheren Umgebung gibt bzw. gab es zahlreiche weitere megalithische Grabanlagen.

## Forschungsgeschichte
Im Jahr 1984 führten Mitarbeiter des Dänischen Nationalmuseums eine Dokumentation der Fundstelle durch.

## Beschreibung
Die Anlage besitzt eine ost-westlich orientierte rechteckige Hügelschüttung mit einer Länge von 14 m, einer Breite von 8 m und einer erhaltenen Höhe von 0,3 m. Auf dem Hügel liegen einige kleinere Steine umher. Eine steinerne Umfassung ist nicht erkennbar.
Am Westende des Hügels befindet sich in seiner Mittelachse eine Grabkammer, die als Urdolmen anzusprechen ist. Sie ist ost-westlich orientiert und hat einen rechteckigen Grundriss. Sie hat eine Länge von 1,2 m, eine Breite von 0,4 m und eine Höhe von 0,5 m. Die Kammer besteht aus einem Wandstein an einer und zwei Wandsteinen an der anderen Langseite sowie je einem Abschlussstein an den Schmalseiten. Der Deckstein fehlt.